# Ciclismo ai Giochi della XXXIII Olimpiade - Omnium femminile
Le gare di omnium femminile dei Giochi della XXXIII Olimpiade si sono disputate l'11 agosto al Velodromo di Saint-Quentin-en-Yvelines, in Francia. 
La competizione ha visto la partecipazione di 22 atlete di altrettante nazioni. La medaglia d'oro è stata vinta dalla statunitense Jennifer Valente.

## Programma
Tutti gli orari sono UTC+2
| Data           | Ora (UTC+9) | Turno                 |
| -------------- | ----------- | --------------------- |
| 11 agosto 2024 | 11:00       | Scratch               |
| 11 agosto 2024 | 11:57       | Corsa a tempo         |
| 11 agosto 2024 | 12:53       | Corsa ad eliminazione |
| 11 agosto 2024 | 13:56       | Corsa a punti         |

## Regolamento
L'Omnium è una competizione individuale composta da quattro differenti prove: 
- lo scratch di 10 km (40 giri)
- la corsa tempo di 10 km (40 giri). Dopo i primi 5 giri, la vincitrice di ogni giro guadagna un punto; per ogni giro guadagnato la ciclista guadagna 20 punti.
- la corsa a eliminazione. Ogni 2 giri, l'ultima ciclista viene eliminata.
- la corsa a punti di 25 km (100 giri). Ogni 10 giri avviene uno sprint, le prime 4 cicliste guadagnano (5/3/2/1); per ogni giro guadagnato la ciclista guadagna 20 punti. Lo sprint finale porta il doppio dei punti.

La classifica finale viene stilata in base ai punti ottenuti dalle cicliste in ciascuna prova, al subtotale definito dalle prime tre prove vengono sommati i punti ottenuti nella corsa a punti conclusiva.
Le cicliste iscritte alla gara di omnium devono prendere parte a tutte le quattro prove, pena l'eliminazione dalla gara. Qualora una ciclista non completi una delle prove, gli vengono dedotti 40 punti. In caso di parità nel punteggio finale, è il miglior piazzamento nello sprint finale della corsa a punti a stabilire la vincitrice.

## Risultati[2]
| Atleta              | Nazione       | Scratch race | Scratch race | Corsa a tempo | Corsa a tempo | Corsa a eliminazione | Corsa a eliminazione | Corsa a punti | Corsa a punti | Punti totali | Classifica |
| Atleta              | Nazione       | Posizione    | Punti        | Posizione     | Punti         | Posizione            | Punti                | Punti         | Posizione     | Punti totali | Classifica |
| ------------------- | ------------- | ------------ | ------------ | ------------- | ------------- | -------------------- | -------------------- | ------------- | ------------- | ------------ | ---------- |
| Jennifer Valente    | Stati Uniti   | 1°           | 40           | 2°            | 38            | 1°                   | 40                   | 26            | 7°            | 144          |            |
| Daria Pikulik       | Polonia       | 14°          | 14           | 3°            | 36            | 10°                  | 22                   | 59            | 1°            | 131          |            |
| Ally Wollaston      | Nuova Zelanda | 5°           | 32           | 9°            | 24            | 12°                  | 18                   | 51            | 2°            | 125          |            |
| Lotte Kopecky       | Belgio        | 17°          | 8            | 6°            | 30            | 4°                   | 34                   | 44            | 3°            | 116          | 4°         |
| Georgia Baker       | Australia     | 3°           | 36           | 4°            | 34            | 2°                   | 38                   | 0             | 19°           | 108          | 5°         |
| Maike van der Duin  | Paesi Bassi   | 4°           | 34           | 20°           | 2             | 7°                   | 28                   | 42            | 4°            | 106          | 6°         |
| Amalie Dideriksen   | Danimarca     | 6°           | 30           | 7°            | 28            | 8°                   | 26                   | 21            | 13°           | 105          | 7°         |
| Anita Stenberg      | Norvegia      | 8°           | 26           | 12°           | 18            | 5°                   | 32                   | 26            | 6°            | 102          | 8°         |
| Maggie Coles-Lyster | Canada        | 2°           | 38           | 10°           | 22            | 3°                   | 36                   | 5             | 15°           | 101          | 9°         |
| Lara Gillespie      | Irlanda       | 15°          | 12           | 1°            | 40            | 9°                   | 24                   | 23            | 10°           | 99           | 10°        |
| Olivija Baleišytė   | Lituania      | 7°           | 28           | 14°           | 14            | 13°                  | 16                   | 22            | 11°           | 80           | 11°        |
| Aline Seitz         | Svizzera      | 9°           | 24           | 11°           | 20            | 19°                  | 4                    | 21            | 12°           | 69           | 12°        |
| Letizia Paternoster | Italia        | 10°          | 22           | 15°           | 12            | 6°                   | 30                   | 0             | 21°           | 64           | 13°        |
| Maria Martins       | Portogallo    | 13°          | 16           | 8°            | 26            | 15°                  | 12                   | 7             | 14°           | 61           | 14°        |
| Neah Evans          | Gran Bretagna | 22°          | 1            | 18°           | 6             | 17°                  | 8                    | 37            | 5°            | 52           | 15°        |
| Valentine Fortin    | Francia       | 21°          | 1            | 19°           | 4             | 11°                  | 20                   | 25            | 8°            | 50           | 16°        |
| Yumi Kajihara       | Giappone      | 16°          | 10           | 17°           | 8             | 21°                  | 1                    | 25            | 9°            | 44           | 17°        |
| Franziska Brauße    | Germania      | 18°          | 6            | 5°            | 32            | 22°                  | 1                    | 2             | 17°           | 41           | 18°        |
| Liu Jiali           | Cina          | 12°          | 18           | 16°           | 10            | 16°                  | 10                   | 0             | 20°           | 38           | 19°        |
| Lee Sze Wing        | Hong Kong     | 19°          | 4            | 13°           | 16            | 18°                  | 6                    | 0             | 18°           | 26           | 20°        |
| Ebtissam Mohamed    | Egitto        | 11°          | 20           | 21°           | 1             | 14°                  | 14                   | -20           | 22°           | 15           | 21°        |
| Victoria Velasco    | Messico       | 20°          | 2            | 22°           | -39           | 20°                  | 2                    | 3             | 16°           | 32           | 22°        |